# Cóc nước Marten
Occidozyga martensii (tên tiếng Anh: Round-tongued Floating Frog) là một loài ếch thuộc họ Ranidae.
Loài này có ở Campuchia, Trung Quốc, Lào, Malaysia, Thái Lan, Việt Nam, và có thể cả Myanma.
Môi trường sống tự nhiên của chúng là rừng ẩm vùng đất thấp nhiệt đới hoặc cận nhiệt đới, sông ngòi, sông có nước theo mùa, đầm nước, đầm nước ngọt, đầm nước ngọt có nước theo mùa, ao, đất có tưới tiêu, và kênh đào và mương rãnh.

## Hình ảnh

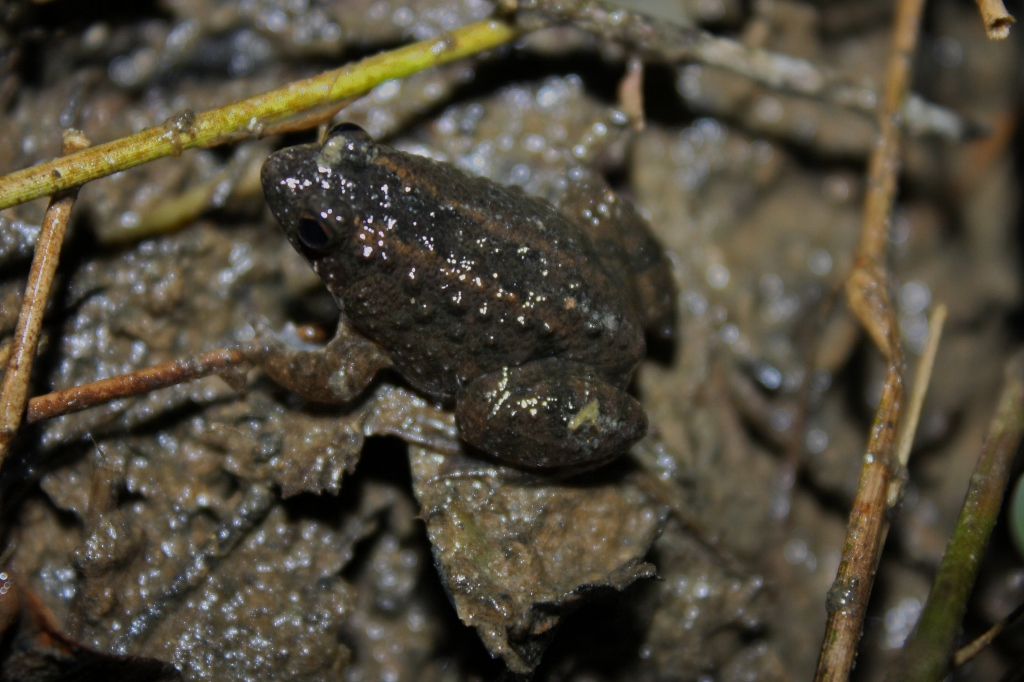
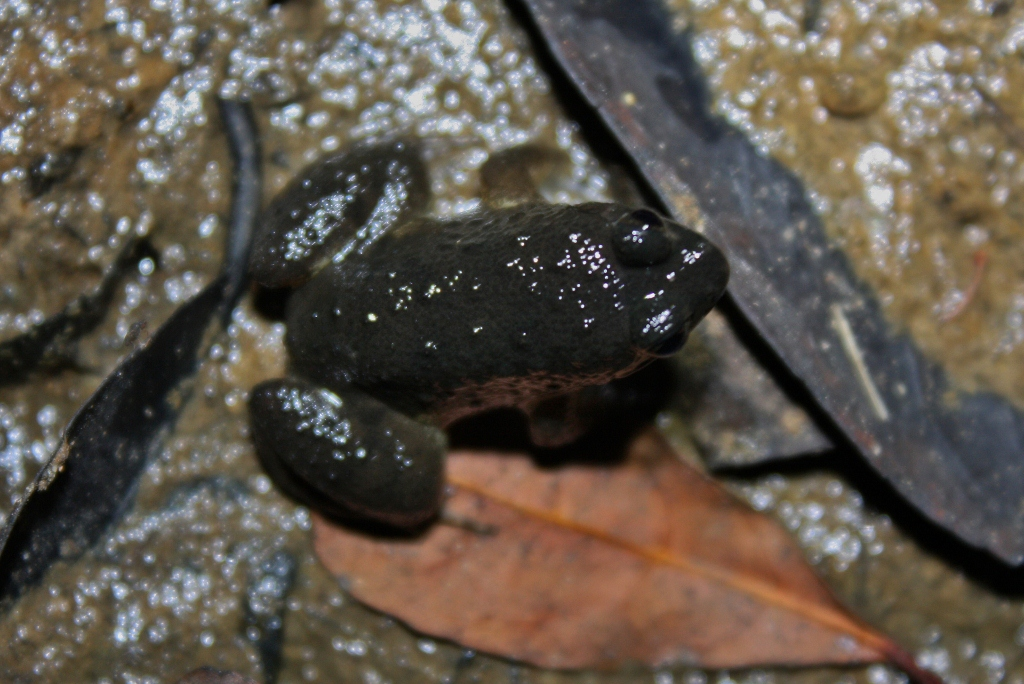
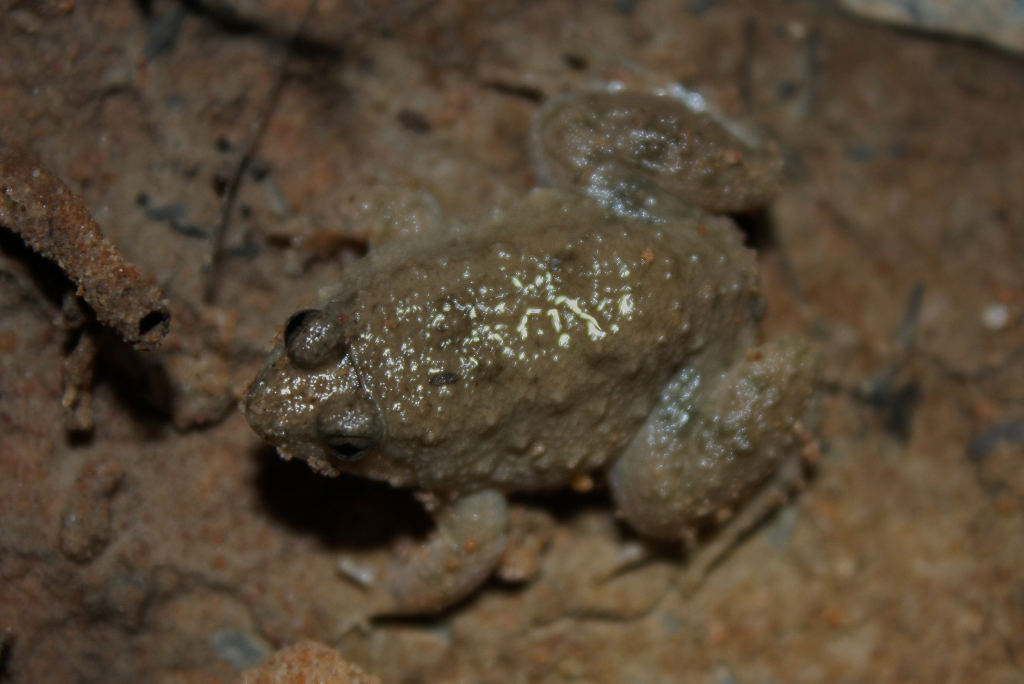
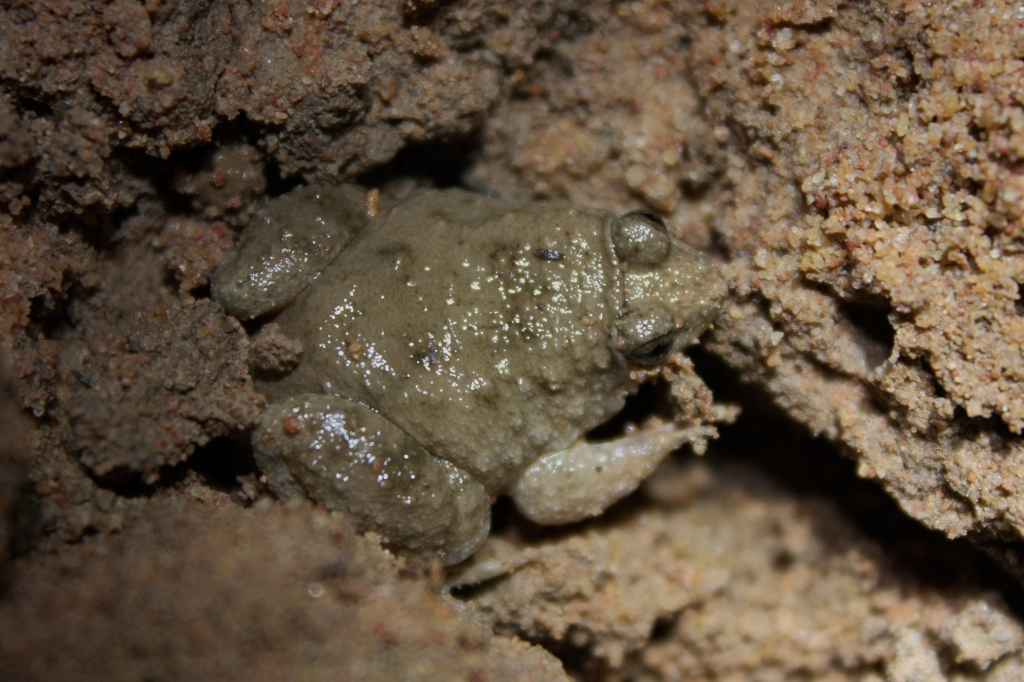